# Yphthimoides celmis
Yphthimoides celmis är en fjärilsart som beskrevs av Jean Baptiste Godart 1824. Yphthimoides celmis ingår i släktet Yphthimoides och familjen praktfjärilar. Inga underarter finns listade i Catalogue of Life.